# Robert Zelčić

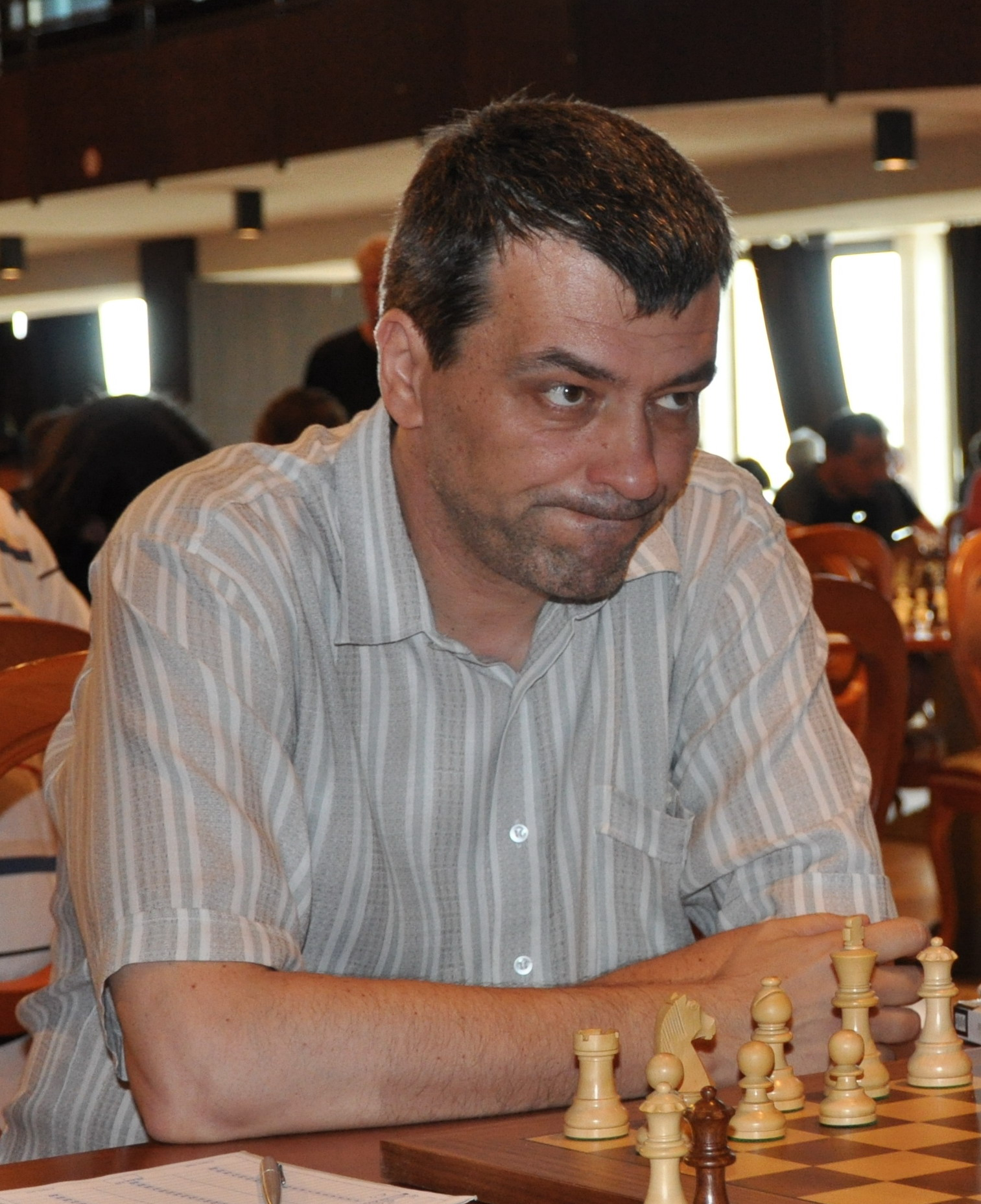
Robert Zelčić

Robert Zelčić (21 september 1965) is een Kroatische schaker met een FIDE-rating van 2564 in 2011. Hij is een grootmeester. Vroeger speelde hij voor Joegoslavië.
- Van 7 t/m 17 november 2005 speelde hij mee in het toernooi om het kampioenschap van Kroatië dat door Krunoslav Hulak met 7½ punt uit 11 ronden gewonnen werd. Zelčić eindigde met 5½ punt op de zevende plaats.